# Castellania (Piemont)
Castellania (piemontiul: Castlanìa) település Olaszországban, Piemont régióban, Alessandria megyében. Lakosainak száma 87 fő (2023. január 1.). Castellania Avolasca, Carezzano, Costa Vescovato, Garbagna, Sant’Agata Fossili és Sardigliano községekkel határos.

## Népesség
A település lakossága az elmúlt években az alábbi módon változott:
| Lakosok száma | 92   | 92   | 87   |
|               | 2017 | 2018 | 2023 |